# 老方站
老方站（日语：／ Oikata eki */?）是位於秋田縣由利郡下鄉村老方（現時：由利本莊市東由利老方），羽後交通橫莊線的鐵路車站（廢站）。

## 歷史
在大正時代，曾經有一個構想，便是敷設鐵路連接太平洋海岸和日本海海岸之間，其中一條路線為「陸羽橫斷鐵道」。後來成立了橫莊鐵道，該公司名稱取自「橫手本莊聯絡」而成。而該鐵路公司開始敷設鐵路線。後來由於昭和初期全球經濟不景，加上東北地方的冷害嚴重和資金匱乏。使此站至橫莊西線（後來變成國鐵矢島線，現時變成由利高原鐵道鳥海山麓線）前鄉站之間約23公里路段最終沒有建成，結果鐵路公司只能敷設鐵路線至此站為止。此站至前鄉站之間的交通由此站至本莊站之間的巴士路線替代（橫手本莊聯絡）。值得留意的是，羽後大森站至二井山站之間5.4公里的建設費用只需要19萬日圓，相對於二井山站至此站之間12.1公里路段已經需要140萬日圓。
在二井山站至此站之間，路線會跨越奧羽山脈的其中一個分水嶺。該處人煙稀少，在冬季由於雪災而多數暫停營業。在戰後由於燃料費高漲影響，使該區間已經無法盈利，後來經歷重整公司後便把該區間暫停營業，繼而廢除。截至暫停營業前一刻的時間表，每日設有2個往返班次行走，這些班次都是混合列車（客貨運列車）。
另外在廢除日當天，同時把已經多次申請工程期限延期，此站至前鄉站之間的敷設許可進行取消許可手續。

### 年表
- 1930年（昭和5年）10月5日：橫莊鐵道二井山站至此站之間開通，此站啟用[3][4][5][6]。當時此站為一般車站[6]。

- 1944年（昭和19年）6月1日：公司改名為羽後鐵道。此線的名稱定為橫莊線。使此站成為羽後鐵道橫莊線車站[3][4][7]。
- 1946年（昭和21年）夏季：一抽從日本國有鐵道借入的C12形蒸氣機車C12 229號機牽引試運行列車，從此站出發並停靠浮蓋站後超速失控，最後在八澤木站前停下來[2]。
- 1947年（昭和22年）7月23日：當區發生暴雨，使路基和橋腳被損，橫莊線整段暫停營業，此站也暫停營業[5][8]。
- 1948年（昭和23年）11月8日：館合站至此站之間重開，此站重開[5][8]。
- 1949年（昭和24年）12月22日：二井山站至此站之間暫停營業[5]。
- 1952年（昭和27年）2月15日：公司改名為羽後交通。使此站成為羽後交通橫莊線車站（但是仍然暫停營業）[3][4][5][7]。
- 1953年（昭和28年）8月5日：二井山站至此站之間廢除，此站也被廢除[3][4][5][7]。

## 車站構造
截至廢站前，此站是地面車站，設有1面2線的島式月台。此站設有側線，在北邊（站舍對面）本線靠近橫手一方設有向北分岔的側線，該側線延伸至車庫，另外在南邊本線靠近路線終端一方設有向南分岔的側線，該側線延伸至站舍西邊。
此站是直營車站。站舍在站內南邊，站舍與月台東邊之間設有站內平交道連接。

## 車站周邊
車站位於舊・下鄉村中心。後來經過合併後變成舊・由利郡東由利村（在實施町制後變成東由利町），村公所設於車站附近。
- 秋田縣道48號橫手東由利線（日语：秋田県道48号横手東由利線） - 在二井山地區至老方地區大部分橫莊線路軌遺址均變成該道路[7]（在此站附近的路軌遺址是另一條道路[1]）。
- 國道107號（日语：国道107号）（本莊街道）
- 由利本莊市政廳東由利綜合支所 - 舊・東由利町公所。當初建在此站中，後來被遷移了[9]。
- 老方郵局
- 石澤川

## 現狀
截至1996年（平成8年），車站遺址變成東由利町公所。在1999年（平成11年）也是同樣情況。後來廳舍遷移，截至2007年（平成19年）5月已經拆毀了，變成空地，該處建立了「役場跡」的石碑。該處沒有任何車站痕跡。截至2010年（平成22年）10月，除了石碑外，車站遺址變成了老人照護設施。
另外，在二井山站遺址附近至老方村落入口附近之間的路軌遺址變成了縣道。截至1996年（平成8年），該處鐵路時代已經存在的路堤和路塹還可看見。在1999年（平成11年）的情況也是同樣。該縣道在2007年（平成19年）5月時名為秋田縣道48號橫手東由利線。該道路的路堤看起來已經鋪裝好的。在2010年（平成22年）的情況也是同樣。
該縣道在老方村落入口附近便與路軌遺址分離。截至1999年（平成11年），在分離地點附近的橋樑處還有一邊的橋面。在老方站遺址附近的路軌遺址已經經過土地調整。截至2007年（平成19年）5月也是同樣情況。在非縣道的路軌遺址均變成未鋪裝的農道。截在2010年（平成22年）10月，於石澤川河邊處可確認部分橫莊線的橋面。

## 相鄰車站
羽後交通
橫莊線
浮蓋－老方－（未建成區間）藏（停留場。計劃時的名稱）

## 注腳
1. 1 2 3 4 5 6  無明舍出版 1999，第58-59,61頁.
2. 1 2 3 4 5 6 7 8 9 10 11 12  若林宣 2004，第11-12,18-19,25頁.
3. 1 2 3 4  《日本鉄道旅行地図帳 全線全駅全廃線 2 東北》（監修：今尾惠介，新潮社，2008年6月發行）43頁。
4. 1 2 3 4 5  今尾惠介 2010，第222頁.
5. 1 2 3 4 5 6 7 8 9 10 11 12  《新 消えた轍 3 東北》（著：寺田裕一，Neko出版，2010年8月發行）25-28,30-31頁。
6. 1 2 3  《私鉄の廃線跡を歩くI 北海道・東北編》（著：寺田裕一，JTB出版，2007年9月發行）165頁。
7. 1 2 3 4 5 6 7 8 9  《私鉄の廃線跡を歩くI 北海道・東北編》（著：寺田裕一，JTB出版，2007年9月發行）82-85頁。
8. 1 2  若林宣 2004，第16-17頁.
9. ↑  今尾惠介 2010，第202-203頁.
10. 1 2  《鉄道廃線跡を歩くII》（JTB出版，1996年9月發行）35頁。
11. 1 2  今尾惠介 2010，第203頁.
12. ↑  無明舍出版 1999，第61頁.

## 相關項目
- 日本鐵路車站列表 O